# Трехины
Трехины (лат. Trechinae) — подсемейство жуков из семейства жужелиц. Известно около 5500 видов, включая крупнейший род Bembidion (около 1200 видов). Всесветно распространённая группа. Наружная бороздка мандибул со щетинконосной порой.

## Палеонтология
Древнейшие находки подсемейства происходят из мелового ливанского янтаря. Представлены также в балтийском янтаре.

## Систематика
В широком таксономическом объёме подсемейство Trechinae включает Patrobinae (Lissopogonini + Patrobini, в сумме около 20 видов). В узком понимании соответствует космополитической надтрибе Trechitae, насчитывающий около 5500 видов, которая является одной из самых крупных и сложных в семействе Carabidae. Хотя большинство представителей надтрибы обычно собираются в мезических условиях, их можно встретить практически во всех типах наземной среды обитания. Большинство видов — активные хищники, длиной от 2 до 10 мм, крылатые или бескрылые. Филогенетический анализ двадцати восьми родов надтрибы Trechitae по 69 признакам строения личинок показал монофилию Trechitae, а монофилия клады Zolini (40 видов) + Bembidiini (3000 видов) + Pogonini (75 видов) поддерживается двумя синапоморфиями. Триба Trechini (2500 видов) рассматривается сестринской группой для них
- Триба: Bembidiini Stephens, 1827
  - Подтриба: Anillina Jeannel, 1937
  - Подтриба: Bembidiina Stephens, 1827
    - Род: Бегунчики (Bembidion)

  - Подтриба: Horologionina Jeannel, 1949
  - Подтриба: Tachyina Motschulsky, 1862
  - Подтриба: Xystosomina
- Триба: Lissopogonini Zamotajlov, 1999[7][8]
  - Род: Lissopogonus Andrewes, 1923
- Триба: Patrobini Kirby, 1837
  - Род: Apatrobus Habu et Baba, 1960
  - Род: Archipatrobus Zamotajlov, 1992
  - Род: Chaetapatrobus Lafer, 1996
  - Род: Chinapenetretus Kurnakov, 1963
  - Род: Deltomerodes Deuve, 1992
  - Род: Deltomerus Motschulsky, 1850
  - Род: Dimorphopatrobus Casale et Sciaky, 1994
  - Род: Diplous Motschulsky, 1850
  - Род: Himalopenetretus Zamotajlov, 2002
  - Род: Ledouxius Zamotajlov, 1992
  - Род: Minipenetretus Zamotajlov, 2002
  - Род: Minypatrobus Ueno, 1955
  - Род: Naxipenetretus Zamotajlov, 1999
  - Род: Parapenetretus Kurnakov, 1960
  - Род: Patanitretus Zamotajlov, 2002
  - Род: Patrobus Dejean, 1821
  - Род: Penetretus Motschulsky, 1865
  - Род: Platidiolus Chaudoir, 1878
  - Род: Platypatrobus Darlington, 1938
  - Род: Prodiplous Zamotajlov et Sciaky, 2006
  - Род: Qiangopatrobus Zamotajlov, 2002
  - Род: Quasipenetretus Zamotajlov, 2002
  - Род: Robustopenetretus Zamotajlov et Sciaky, 1999
- Триба: Pogonini Laporte, 1834
  - Род: Bedeliolus Semenov, 1900
  - Род: Cardiaderus Dejean, 1828
  - Род: Diodercarus Lutshnik, 1931
  - Род: Diplochaetus Chaudoir, 1871
  - Род: Ochtozetus Chaudoir, 1871
  - Род: Olegius Komarov, 1996
  - Род: Pogonistes Chaudoir, 1871
  - Род: Pogonopsis Bedel, 1898
  - Род: Pogonus Dejean, 1821
  - Род: Syrdenoidius Baehr et Hudson, 2001
  - Род: Syrdenus Dejean, 1828
  - Род: Thalassotrechus Van Dyke, 1918
- Триба: Trechini Bonelli, 1810
  - Подтриба: Aepyna Fowler, 1887
  - Подтриба: Perileptina Sloane, 1903
  - Подтриба: Trechina Bonelli, 1810
    - Род: Anophthalmus Sturm, 1844 (Anophthalmus hitleri)
    - Род: Bhutanotrechus Ueno, 1977
    - Род: Caucasaphaenops Belousov, 1999
    - Род: Dongodytes Deuve, 1993
    - Род: Giraffaphaenops
    - Род: Masuzoa Ueno, 1960
    - Род: Trechiama Jeannel, 1927
    - Род: Xuedytes Tian & Huang, 2017
    - Род: Antarctotrechus Ashworth & Erwin, 2018

  - Подтриба: Trechodina Jeannel, 1926
- Триба: Zolini Sharp, 1886
  - Подтриба: Chalteniina Roig-Junient & Cicchino, 2001
  - Подтриба: Sinozolina Deuve, 1997
  - Подтриба: Zolina

### Пещерные обитатели
Часть таксонов характерны для пещер (троглобионты или троглофилы). Известно более 110 видов из 43 родов Trechinae обитателей пещер, более или менее специализированных в этому образу жизни.
- Agonotrechus Jeannel, 1923: 1 вид, троглофилы, Хубэй;[10]
- Aspidaphaenops Uéno, 2006: 3 вида, троглобионты, Qianxinan, Гуйчжоу;[11]
- Bathytrechus Uéno, 2005: 1 вид, троглобионты, Leye, Гуанси;[12]
- Boreaphaenops Uéno, 2002: 1 вид, троглобионты, Shennongjia, Хубэй;[13][14]
- Cathaiaphaenops Deuve, 1996: 6 видов, троглобионты, Хунань, Хубэй, Chongqing;[15][16]
- Cimmeritodes Deuve, 1996: 2 вида, троглобионты, Longshan (Хунань), Quzhou (Чжэцзян);[11][15][17]
- Dianotrechus Tian, 2016 (тип: D. gueorguievi Tian, 2016, Юньнань)[9]
- Dongodytes Deuve, 1993: 12 видов, троглобионты, Гуанси;[18][19][20][21][22]
- Giraffaphaenops Deuve, 2002: 2 вида, троглобионты, Leye, Tianlin (Гуанси);[23][24][25]
- Guiaphaenops Deuve, 2002: 1 вид, троглобионты, Lingyun, Гуанси;[23][26]
- Guizhaphaenops Vigna Taglianti, 1997: 11 видов в двух подродах, троглобионты, Гуйчжоу, Юньнань;[10][19][27][28][29][30][31]
- Guizhaphaenopsodes solidior Tian et al., 2021: 1 вид, троглобионты, Хунань[32]
- Huoyanodytes Tian & Huang, 2016 (тип: H. tujiaphilus Tian & Huang, 2016, Longshan, Хунань)[9]
- Jiangxiaphaenops Uéno & Clarke, 2007: 1 вид, троглобионты, Wannian, Jiangxi;[33]
- Jiulongotrechus Tian, Huang & Wang, 2015: 1 вид, троглобионты, Tongren, Гуйчжоу;[34]
- Junaphaenops Uéno, 1997: 1 вид, троглобионты, Kunming, Юньнань;[35]
- Libotrechus Uéno, 1998: 2 вида, троглобионты, Гуйчжоу, Гуанси;[19][36]
- Luoxiaotrechus Tian & Yin, 2013: 2 вида, троглобионты, Хунань;[37][38]
- Microblemus Uéno, 2007: 1 вид, троглобионты, Jinhua, Чжэцзян ([39]);
- Minimaphaenops Deuve, 1999: 1 вид, троглобионты, Fengjie, Chongqing;[10]
- Oodinotrechus Uéno, 1998: 3 вида, троглобионты, Гуйчжоу, Гуанси;[19][40][41]
- Pilosaphaenops Deuve & Tian, 2008: 2—3 вида, троглобионты, Гуйчжоу , Гуанси;[13][42][43]
- Plesioaphaenops Deuve & Tian, 2011: 1 вид, троглобионты, Longlin, Гуанси;[44]
- Qianaphaenops Uéno, 2000: 6 видов, троглобионты, Гуйчжоу;[34][45][46]
- Qianotrechus Uéno, 2000: 5 видов, троглобионты, Гуйчжоу, Sichuan;[45][47]
- Satotrechus Uéno, 2006: 2 вида, троглобионты, Гуйчжоу, Гуанси;[11][44]
- Shenaphaenops Uéno, 1999: 1 вид, троглобионты, Гуйчжоу;[48][49]
- Shuaphaenops Uéno, 1999: 1 вид, троглобионты, Chongqing;[50]
- Shilinotrechus Uéno, 2003: 2 вида, троглобионты, Юньнань;[47][51]
- Shiqianaphaenops Tian, 2016: 2 вида, Shiqianaphaenops majusculus (Uéno, 1999) (= Shenaphaenops majusculus Uéno, 1999), и Shiqianaphaenops cursor (Uéno, 1999) (= Shenaphaenops cursor Uéno, 1999), Shiqian, Гуйчжоу;[9]
- Sichuanotrechus Deuve, 2005: 5 видов, троглобионты, Sichuan;[26][51][52][53]
- Sidublemus Tian & Yin, 2013: 1 вид, троглобионты, Хунань;[37]
- Sinaphaenops Uéno & Wang, 1991: 9 видов в трёх подродах, троглобионты, Гуйчжоу, Гуанси;[13][38][54][55][56][57]
- Sinotroglodytes Deuve, 1996: 2 вида, троглобионты, Хунань;[15][58], Sinotroglodytes hefengensis Tian et al., 2021: троглобионты, Hubei[32]
- Superbotrechus Deuve & Tian, 2009: 1 вид, троглобионты, Hubei;[59]
- Tianeotrechus Tian & Tang, 2016 (тип: T. trisetosus Tian & Tang, 2016, Гуанси)[9]
- Toshiaphaenops Uéno, 1999: 2 вида, троглобионты, Хунань, Hubei;[48]
- Trechiotes Jeannel, 1954: 3 вида, троглофилы, Гуйчжоу, Гуанси;[39][60][61]
- Uenotrechus Deuve & Tian, 1999: 1 вид, троглобионты, Гуйчжоу, Гуанси;[60][62]
- Wanhuaphaenops Tian & Wang, 2016 (тип: W. zhangi Tian & Wang, 2016, Chenzhou, Хунань)[9]
- Wulongoblemus Uéno, 2007: 1 вид, троглобионты, Чжэцзян;[39]
- Xiangxius jiangi Tian et al., 2021: 1 вид, троглобионты, Хунань[32]
- Yanzaphaenops Uéno, 2010: 1 видa, троглобионты, Shennongjia, Хубэй;[14][63]
- Yunotrechus Tian & Huang, 2014: 1 вид, троглобионты, Юньнань;[64]
- Zhijinaphaenops Uéno & Ran, 2002: 5 видов, троглобионты, Гуйчжоу.[17][65]

#### Дополнение (2023)
- Chenotrechus Tian et al., 2023[66]
- Ecotrechus Tian et al., 2023[66]
- Hurites Tian et al., 2023[66]
- Pangaphaenops Tian et al., 2023[66]
- Sinaphaenopoides Tian et al., 2023[66]
- Wumengius Tian et al., 2023[66]
- Youtrechus Tian et al., 2023[66]
- Zunotrechus Tian et al., 2023[66]